# Dispuut van Valladolid
Het Dispuut van Valladolid was een discussie tussen de Dominicaanse Bartolomé de Las Casas en de priester Juan Ginés de Sepúlveda over de rechtvaardiging van slavernij van indianen (1550-1551).

## Geschiedenis
Door de Las Casas en andere denkers van de Spaanse late scholastiek werd de Spaanse koning Karel V geïnformeerd over het geweld tegen de indianen. De pauselijke bul Sublimus Dei van 1537 had zich al bezig gehouden met de buitensporige onderdrukking van de indianen door de Spanjaarden en wees op de menselijke waardigheid van de indianen en hun fundamentele rechten, zoals vrijheid en eigendom. Zo verordende Karel V het geweld te staken, en een commissie bijeen te roepen, met als onderwerp de vraag naar de rechtvaardiging van de slavernij van de indianen in de Nieuwe Wereld. De commissie bestond uit geleerden, onder wie bekende theologen zoals Bartolomé de Carranza, Melchior Cano en Domingo de Soto. De locatie voor de twee sessies van 15 augustus tot (waarschijnlijk) 15 september 1550, en vanaf 11 april tot 4 mei 1551 was het Dominicaanse klooster Colegio de San Gregorio in Valladolid.
Juan Ginés de Sepúlveda, die in Valladolid de belangen vertegenwoordigde van de Spaanse kolonisten en landeigenaren die profiteerden van het Encomiendasysteem, zag de indianen als barbaren en natuurlijke slaven en probeerde op basis van het aristotelische natuurrechtsdenken de minderwaardigheid van de Indianen aan te tonen: door de natuurlijke rangschikking zag hij de slavernij gerechtvaardigd door overeenkomst met het natuurrecht. Daardoor vond hij dat de indianen konden worden onderworpen aan slavernij en oorlogsvoering.
De Las Casas, die nauw verbonden was met de School van Salamanca en het humanisme, zette zich in voor de openbaarmaking van de wrede behandeling van de inheemse indianen door het Spaanse Encomiendasysteem. Hij voerde eveneens het natuurrecht aan tegen de slavernij van de indianen, die hij als vrijgeboren mensen beschouwde. Voor de Las Casas was de aristotelische rede van de "barbaren" oftewel "natuurlijke slaven" in het geval van de indianen niet van toepassing, omdat zij al het verstandelijke gebruik van de rede hadden en daarom zonder dwang tot het christendom te leiden waren. De Las Casas ging gedurende de discussie tegen de bezwaren van de Sepúlveda in, volgens wie de minderwaardigheid van de indianen zonneklaar was door hun onnatuurlijke misdaad van kannibalisme en afgoderij. Bovendien was het idee van de mens als evenbeeld van God een belangrijk uitgangspunt in zijn betoog.
Hoewel de Las Casas herhaaldelijk probeerde zijn standpunt te onderbouwen met persoonlijke ervaringen, bleef het dispuut op theoretisch niveau steken.
De afloop van het dispuut bleef open; beide partijen beweerden later te hebben gewonnen. Geen van de twee was het echter gelukt om hun doel volledig te bereiken en de Spaanse kroon tot de beoogde politieke beslissingen te bewegen. De Las Casas kon niet de onmiddellijke stopzetting van de Spaanse veroveringsoorlog in de Nieuwe Wereld bewerkstelligen en het misbruik van de indianen door de Spaanse veroveraars werd niet gestopt. Evenmin kon de Sepúlveda verhinderen dat nieuwe wetgeving in 1542 werd geïntroduceerd, mede vormgegeven door de Las Casas Leyes Nuevas, en gesteund door de Spaanse koning, om de rechten van de Encomiendas te verzwakken, of beter, de encomendero onder zijn controle te brengen.
Na afloop van het dispuut schreef de Las Casas  Aqui se contiene una Disputa. Het bevat een samenvatting van zijn argumentatie.